# Dragyab
Dragyab Dzong, Chinees: Zhag'yab Xian is een arrondissement in de prefectuur Chamdo in de Tibetaanse Autonome Regio, China. De naam heeft betrekking op een meditatieplaats van de berschermheer Dagyab Kyabgön in een grot in de omgeving.

## Geografie en klimaat
Het arrondissement ligt in het uiterste oosten van Tibet aan de bovenloop van de Mekong, ongeveer op 60 km ten zuiden van de regeringszetel in de stad Chamdo.
Het landschap kent vruchtbare rivieroases met veenachtige nederzettingen van boeren, maar ook dieprode, schrale rotslandschappen met loodrechte rotswanden en uitgestrekte hoogweides.
Het gebied bestaat uit een onherbergzaam gebied op een hoogte die varieert tussen 3100 en 4200 meter, met een gemiddelde hoogte van 3500 meter. Het arrondissement heeft een oppervlakte van 8250 km² en telde in 2004 53.628 inwoners. De gemiddelde jaarlijkse temperatuur is 8 °C en jaarlijks valt er gemiddeld 400 mm neerslag.

## Economie en infrastructuur
Een moderne infrastructuur bestaat begin 21e eeuw niet. Het paard dient als reis- en transportmiddel. De inwoners leven voornamelijk van de landbouw of als nomaden. In het uiterste westen van het arrondissement zijn de opstijgende vliegtuigen van de luchthaven Chamdo Bangda in het arrondissement Pasho te zien.

## Bestuurlijke indeling
Dragyab is opgebouwd uit drie grote gemeentes en tien gemeentes, die bestuurd worden vanuit Yendum met 9.314 inwoners (2000).